# Kalandra fel! (televíziós sorozat)
A Kalandra fel! (eredeti cím: Adventure Time vagy Adventure Time with Finn & Jake) 2010 és 2018 között vetített amerikai televíziós számítógépes animációs fantasy sorozat, amelyet  Pendleton Ward alkotott.
A történet két főhőse Finn és az ő „varázskutyája”, Jake, akik Ooo földjén, egy vicces, furcsa és varázslatos világban élnek, ahol az ember állandóan kalandokba botlik. A sorozatot rengeteg díjra jelölték már és indulása óta készült belőle videójáték és képregény is, valamint a Cartoon Network Üzletben vásárolhatók Kalandra fel!-es termékek.
A széria a Nicktoons-on sugárzott próbaepizód alapján készült. Amerikában 2010. április 5-én mutatta be a Cartoon Network. A sorozat igazság szerint a mesés történetek kiparodizálása. Tíz évad készült belőle. Amerikában hatalmas siker volt a sorozat, több 2–3 millió nézője volt epizódonként. Magyarországon a sorozat vetítését a magyar Cartoon Network 2011. május 16-án mutatta be. A magyar nézettség is kiemelkedően magas volt, 2011 végén ez a sorozat volt a legnézettebb a hazai Cartoon Networkön.

## Történet
Finn, az emberfiú Ooo Földjén az egyetlen ismert élő ember. Az árva, hiperaktív kisfiút gyermekkorában egy intelligens, beszélő kutyacsalád fogadta be, Joshua, Margaret, és két fia, Jake és Jermaine. Jake és Finn azóta jó barátok, a kisgyerek életerejével és kopott kardjával, valamint a kutya mágikus nyúlóképességével járják Ooo Földjét kalandok, misztikus kincsek, szörnyek, ellenségek, és barátok után kutatva. Bár a két hős csak kedvtelésből keresik a bajt, a mágikus világ szinte minden királyságában ismerik őket, példaképp Cukorországban, a Puffancs Űrben, az Alvilágban, és a Jégkirályságban. Habár ez utóbbi inkább elkerülendő terület,
mivel a királyság uralkodója visszatérő ellenfelük, a mániákus varázsló, Jégkirály. Néhány mellékszereplő (Buborék hercegnő, Marceline és Jégkirály) is fontos szerepet játszik a történetben és sok részben megjelennek.
A két kalandor azonban felveszi a harcot ellenfeleikkel, mit sem törődve azzal, hogy az ellenfél épp óriás, fűogre, szellem, ezeréves vámpírkirálynő, a vámpírhölgy lélekzabáló apja egy másik dimenzióból, ok-farkasok, vagy maga a Halál.

### Ooo

A sorozatbeli Föld bolygó. A képen Afrika, azaz Ooo földje látszik Madagaszkárral, valamint a hatalmas kráter Eurázsia helyén.

Egy, a Gomba háború közben lerombolt város.

Ooo Földje egy mágiával, szörnyekkel, és kalandokkal teli földrész. Itt játszódik a sorozat legtöbb epizódja, itt helyezkedik el Finn és Jake otthona. Rengeteg semleges területe – mint a Puszta, vagy Gonosz Erdő – mellett több királyság is nyugszik ebben a térségben: a Jégkirályság, Cukorország, a Tűzkirályság, a Szederkirályság, a Puffancs Űr bejárata és a Felhőkirályság. Bár ezt a varázslatos birodalmat gyakran egy történelem előtti világnak, mágikus dimenziónak hiszik, Ooo Földje valójában napjainkhoz képest körülbelül ezer évvel későbbi, egy nukleáris háború (A Nagy Gomba háború) utáni, poszt-apokaliptikus térség Afrika területén, a Föld bolygón. Ez a magyarázat a sorozat főcímdala közben látható nukleáris bombákra, az erdőkben található épületromokra, gépkocsimaradványokra. A háború közben a földi civilizáció jó része kipusztult, a túlélők a nukleáris sugárzás és a bolygóra visszatért mágia hatására mutálódtak, élőhalottá, vámpírrá, varázshatalommal bíró lényekké lettek (pl. a kihalt sivatagi barlangokban található vak, élőhalott lények, vagy Simon Petrikov, Marceline és családja, vagy a Hyooman törzs). Ugyanakkor ebben a világban léteznek olyan fejlett technikai eszközök is, mint a holografikus újság, számítógép, az intelligens számológépek, valamint élő technológia, mint például Zizgő. A Gomba háború közben, a bombázások következtében Eurázsia helyén egy hatalmas kráter maradt. A sorozat folyamán szinte minden epizód tartalmaz utalásokat a háborúra: a tengerparton megmaradt emeletes házak romjai, holttestek, Marceline emlékképeiben a lepusztult városok, mielőtt benőtték volna azokat a fák, könyvekben, holografikus újságokban található képek, a Jégkirály több száz éves videókazettái, a föld alatti Beautopia, ami csupán egy nagyváros maradványa, mely hirdetőtábláin még mindig az „étel”, „eladó”, „vásárlás”, „kaja” szavak díszelegnek.
Az ötödik évad első epizódjában (Finn the Human) Finn találkozik egy Prizmo nevű lénnyel, aki felhatalmazza egy kívánságra. Finn kívánsága, hogy a Démon bár soha ne létezett volna. Ezzel a kívánságával Finn egy alternatív Ooo Földjét kreál, a Mezőföldet, ahol a Bomba sose robbant fel, mivel Simon Petrikov, Jégkirállyá alakulása előtt, saját életét feláldozva megfagyasztotta, a mágia ereje sose terjedt el a bolygón. Itt Jake egy rendes kutya, Finn családja pedig életben van (mint kiderült, Mertens a vezetékneve), maga Finn jobb karját pedig egy fémkar helyettesíti, a középkor értelmi szintjére visszasüllyedt emberiséget pedig vandálok tartják rettegésben. Ugyanakkor ebben az epizódban Finn-nek van orra, és szemei is emberibbek, mely arra enged következtetni, hogy az Ooo Földjén élő Finn már nem is tisztán emberi lény. A Billy végakarata című részben Finn megtudja hogy a vér szerinti apja valahogy túlélte a Gomba háborút.
A későbbi évadokban kiderül hogy az emberek egy csoportja túlélte a háborút, és pár távoli szigeten telepedtek le. Mániákusan rettegnek a külvilágtól, és egy külön osztagot hoztak létre annak elkerülésére hogy bárki elhagyja a szigetet. Ezt genetikailag módosított emberek alkották, akiknek megnőtt az izomerejük és vezérlőcsip volt a fejükbe ültetve. Finn is innen származik.

### Nagy Gomba háború
A Gomba háború volt a felelős a Föld bolygó sorozatbeli formájáért, és Ooo  létrejöttéért. Bár maga a háború oka, s a háború menete ismeretlen, a „gomba” elnevezés valószínűleg a gombafelhőre utal, melyet a háborút lezáró démon robbanás okozott. Az emberiség harca saját magával egy több száz éves atomháborúba torkollott, melynek egy (valószínűleg mágiával átitatott) démon bomba, a Gomba Bomba vetett véget. Ez teljesen kihatott a Földre: Az emberiség nagy része kipusztult, szinte egész Eurázsia eltűnt, a bomba mágiája pedig létrehozta a Zombikirályt (később Démont), az Erő Kútját, utat nyitott, hogy mágikus lények szaporodjanak el a bolygón, illetve számos mutációt okozott (lásd: Buborék hercegnő(Buborék királynő lánya)), szétszórta a modern technológiai vívmányokat a bolygón, és mágiával itatta át a Földet. Ezután a mágikus lények nagy része kiépítette a maga civilizációját a lepusztult világban, létrejött Ooo . Egyes utalásokból kiderül, hogy a Háború idején az emberiség idegen lényekkel is találkozott, később háborúzott, ami okot adhatott a Gomba háború kitörésére.

## Szereplők
A két főszereplő Finn, az ember és Jake, az eb. Finn az egyetlen ember az első pár évadban, később találkoznak Erős Susan-nal, akiről később kiderül hogy ő a korábban említett visszahozó csoport tagja. Jake pedig egy varázskutya, akinek a családja fogadta be Finnt, így nem véletlen, hogy testvéreknek nevezik magukat. Rengeteg mellékszereplő is föltűnik a sorozatban, de közülük Buborék hercegnő, Marceline és Jégkirály játszanak kiemelt szerepet a történetben. Utóbbi kettő múltjáról egyre több derül ki.
A főszereplők, Finn és Jake Fűföldön élnek egy faházban, a további szereplők többsége pedig valamilyen királyságban, országban. A szereplők közül a pilot epizódban Finn (ekkor még Pen-ként), Jake, Buborék hercegnő, Szivárványszarv és Jégkirály jelentek meg.

### Főszereplők
| Szereplő         | Eredeti hang                                                                  | Magyar hang                           |
| ---------------- | ----------------------------------------------------------------------------- | ------------------------------------- |
| Finn             | Zack Shada (bevezető részek) Jeremy Shada (sorozat)                           | Baráth István                         |
| Jake             | John DiMaggio                                                                 | Schneider Zoltán                      |
| Buborék hercegnő | Paige Moss (bevezető részek) Hynden Walch (sorozat) Isabella Acres (fiatalon) | Molnár Ilona                          |
| Marceline        | Olivia Olson Ava Acres (fiatalon) Cloris Leachman (idősen)                    | Nádasi Veronika Csuha Bori (fiatalon) |
| Jégkirály        | John Kassir (bevezető részek) Tom Kenny (sorozat)                             | Csuha Lajos                           |

### Mellékszereplők
| Szereplő          | Eredeti hang                                | Magyar hang                                                                   |
| ----------------- | ------------------------------------------- | ----------------------------------------------------------------------------- |
| Zizgő             | Niki Yang                                   | Pupos Tímea                                                                   |
| Puffancs hercegnő | Pendleton Ward                              | Kerekes József                                                                |
| Láng hercegnő     | Jessica DiCicco                             | Gáspár Kata                                                                   |
| Szivárványszarv   | Niki Yang                                   | Erdős Borcsa                                                                  |
| Betty             | Lena Dunham (1. hang) Felicia Day (2. hang) | Földes Eszter                                                                 |
| Ooo ura           | Andy Daly                                   | Pálmai Szabolcs (5. évad) Moser Károly (6-10. évad)                           |
| Fahéjgolyó        | Dee Bradley Baker                           | Forgács Gábor                                                                 |
| Borsmenta         | Steve Little                                | Koncz István                                                                  |
| Fatörzs           | Polly Lou Livingston                        | Szabó Gertrúd (1–2. évad) Mezei Kitty (3x11. rész) Fekete Zoltán (4–10. evad) |
| Erős Susan        | Jackie Buscarino                            | Kokas Piroska Simon Eszter (3x14. rész)                                       |
| Citrom gróf       | Justin Roiland                              | Bardóczy Attila (5x24. részig) Szokol Péter (5x31. résztől)                   |
| Prizmo            | Kumail Nanjiani                             | Galbenisz Tomasz (1. hang) Markovics Tamás (2. hang)                          |
| MéTeR             | Andy Milonakis                              | Markovics Tamás (1. hang) Molnár Levente (2. hang)                            |

## Magyar változat
A szinkront a Turner Broadcasting System megbízásából az SDI Media Hungary készítette.
- Magyar szöveg: Csányi Cecília, Borsiczky Péter, Lai Gábor
- Hangmérnök: Kállai Roland, Házi Sándor, Schuták László, Császár Bíró Szabolcs
- Vágó: Kránitz Bence, Pilipár Éva, Schuták László, Wünsch Attila, Göblyös Attila
- Gyártásvezető: Molnár Melinda, Újréti Zsuzsa, Németh Piroska
- Szinkronrendező: Somló Andrea Éva, Csere Ágnes, Uzonyi Nóra, Faragó József (6. évad közepétől), Dobay Brigitta (7. évadtól)
- Produkciós vezető: Németh Napsugár
- Epizódcímek felolvasása: Schneider Zoltán
- Szövegek és stáblista felolvasása: Zahorán Adrienne
- Végefőcímdal: Nádasi Veronika

### További szereplők magyar hangjai
- Andresz Kati – Cuki (8x09-9x12. rész)
- Bodor Böbe – Fagylalt doktornő
- Bognár Tamás – Visszaváltozott herceg, Darren
- Bolla Róbert – Muszkli hercegnő
- Borbíró András – Tiffany (Távoli világok, 3. rész)
- Csőre Gábor – Joshua
- Csuha Bori – Jake Jr.
- Dolmány Attila – félszemű gyilkos, Békebíró
- Elek Ferenc – Almdudler, T.V., Varázsló (2. hang), Láng Leó (2. hang), Johnny
- Fehér Tibor – Braco
- Fellegi Lénárd – Abraka Dániel (5x26. rész)
- Forgács Gábor – Kozmikus Bagoly, Varázsló, Xergiok
- Galambos Péter – A Mars királya, Vonat
- Gyarmati Laura – Tiffany (8x12. rész)
- Halász Aranka – Puffancs herceg anyja
- Harsányi Gábor – Gummy
- Horváth-Töreki Gergely – James (6x03 és 9x10. rész)
- Illyés Mari – Farmvilági Marceline (5x01-02. rész)
- Jánosi Ferenc – Abraka Dániel (5x40. rész)
- Kapácsy Miklós – Bogyó, Phlannel Boxingday, Dr. Erik Adamkinson
- Karsai István – Láng Leó
- Kerekes József – Puffancs herceg (1. hang)
- Kokas Piroska – Cukirály, Áfonya hercegnő (2. hang)
- Lamboni Anna – Tiffany (5x23. rész)
- Laudon Andrea – Penny
- Mahó Andrea – Szellem hercegnő
- Markovics Tamás – egyik felhőfiú, életre kelt kulcs, Édi (2. hang)
- Melis Gábor – Billy, A Démon király
- Molnár Levente – Simon Petrikov (3x20. rész)
- Nádasi Veronika – Záp
- Nádorfi Krisztina – Fióna (3x09. rész)
- Ősi Ildikó – egyik kukoricatermelő falusi
- Pál Tamás – Főszenya (5x01-02. rész)
- Pálmai Szabolcs – Kent
- Pekár Adrienn – Édi
- Pipó László – Tiffany (1x09. rész)
- Pupos Tímea – piros mókus, harmatkovács, Erin
- Sarádi Zsolt – Brunát
- Sági Tímea – Reményke
- Seder Gábor – Potykavirgács (4x23. rész), Aquandrius, Ron James (1. hang), Csillagember
- Seszták Szabolcs – Gumó herceg (8x09. rész)
- Sipos Eszter Anna – Tiffany (6x21. rész)
- Szabó Máté – Gumó herceg (3x09. rész)
- Szalay Csongor – Marshall Lee (5x11. rész), Rap Bear, Goose
- Szilágyi Csenge – Fióna (5x11-9x12. rész)
- Szokol Péter – Cuki (3x09-6x09. rész)
- Szombathy Gyula – Kopasz boszorkány
- Uri István – Csatakirály
- Vadász Bea – Dr. Hercegnő
- Varga Gábor – Buck Pudding, Kee-Oth
- Vass Gábor – Csupaszív Rikárdió, Snorlock, ceremóniát megnyitó teknős, Ezredes
- Vági Viktória – életre kelt lámpa
- Vágó Bernadett – Island Lady, Kanyon
- Vári Attila – Clarence
- Vida Péter – James (5x42. rész)
- Zsigmond Tamara – Cseresznyés kóla lány

További magyar hangok: Ács Balázs, Albert Péter, Andrusko Marcella, Bácskai János, Bessenyei Emma, Bodrogi Attila, Dögei Éva, Erdős Borcsa, Galbenisz Tomasz, Hamvas Dániel, Horváth-Töreki Gergely, Imre István, Jánosi Dávid, Kassai Károly, Karácsonyi Zoltán, Károlyi Lili, Kiss Virág Magdolna, Koncz István, Lippai László, Posta Victor, Sági Tímea, Szatmári Attila, Szűcs Péter Pál, Varga Gábor, Vida Péter, Zsigmond Tamara, Zámbori Soma

### Újraszinkronizált részek
2025-ben számos részt újraszinkronizálva mutattak be a Cartoon Network-ön, melyek 2020 és 2022 között készülhettek az HBO Max számára. Néhány részben csupán egy-egy mondatokat vettek újra (A kristály átka; Légy a párom; A gonosz tréfa; Fióna és Cuki; Szellem hercegnő; Zizgő, a magánszimat; Csibész kis srác; Varázsló klikk; Pezsdülj fel!; Föld és víz; Rumlis lagzi), így az adott részekben az adott szereplők egyszerre két hangon szólalnak meg felváltva, hasonlóan a Gumball csodálatos világa újraszinkronizált 2. évadához. Néhány részt viszont teljes egészében újra vettek (Cukinvázió; Morituri te Salutamus; Szivárványszarv és a hercegnő; Mindennek te vagy az oka!; Ki győz le kit?; Furfangos feladat; Finn, az ember; Jake, az eb; Tuning verda;), többnyire az eredeti szinkron hangokkal. Ezeknél a részeknél az új stáblistát Varga Gábor mondja be, a végefőcímet pedig Andrádi Zsanett énekli. Az új szinkront szintén az SDI Media Hungary készítette.
Magyar hangok: 
- Baráth István – Finn
- Borbíró András – Potykavirgács (4x23. rész), Tromoe (5x01-02. rész)
- Bordás János – Csatakirály (3x02. rész)
- Csuha Lajos – Jégkirály
- Elek Ferenc – Almdudler (az új szinkronban Gyömbérsör) (5x43. rész)
- Erdős Borcsa – Szivárványszarv
- Forgács Gábor – Fahéjgolyó, Kozmikus Bagoly (5x01-02. rész)
- Gardi Tamás – Buck Pudding (5x43. rész)
- Horváth-Töreki Gergely – James (5x42. rész)
- Jánosi Ferenc – Abraka Dániel (5x26. rész)*
- Kárpáti Levente – Csupaszív Rikárdió (4x19. rész)
- Kerekes József – Puffancs hercegnő
- Kisfalusi Lehel – Jake (énekhang, 3x02. rész)
- Kokas Piroska – Cukirály (3x01. rész)
- Laudon Andrea – Szellem hercegnő (3x24. rész)*
- Mahó Andrea – Fatörzs (2x08. rész)*
- Markovics Tamás – Prizmo (5x01-02. rész)
- Melis Gábor – A Démon király
- Molnár Ilona – Buborék hercegnő
- Molnár Levente – MéTeR (4x17. rész)*
- Moser Károly – Ooo ura (5x44. rész)*
- Pupos Tímea – Zizgő, Fióna (3x09. rész)*
- Réti Szilvia – Farmvilági Marceline (5x01-02. rész)
- Schneider Zoltán – Jake
- Seder Gábor – Csörgőhas (5x46. rész)*
- Seszták Szabolcs – Gumó herceg (3x09. rész)*
- Szabó Andor – Banánőrök
- Szentirmai Zsolt – Banánőrök
- Szokol Péter – Citrom gróf (4x20. rész), Clarence (3x24. rész)*
- Szrna Krisztián – Visszaváltozott herceg (4x23. rész), Főszenya (5x01-02. rész)
- Tokaji Csaba – Marshall Lee (5x11. rész)*

* A csillaggal jelöltek csak egy-egy mondatos újraszinkronizálások.

## Epizódok
| Évad        | Évad              | Epizódok    | Eredeti sugárzás     | Eredeti sugárzás     | Magyar sugárzás      | Magyar sugárzás      |
| Évad        | Évad              | Epizódok    | Évadpremier          | Évadfinálé           | Évadpremier          | Évadfinálé           |
| Epizódok    | Epizódok          | Epizódok    | Epizódok             | Epizódok             | Epizódok             | Epizódok             |
| ----------- | ----------------- | ----------- | -------------------- | -------------------- | -------------------- | -------------------- |
|             | Pilot             | Pilot       | 2007. január 11.     | 2007. január 11.     | TBA                  | TBA                  |
|             | 1                 | 26          | 2010. április 5.     | 2010. szeptember 27. | 2011. május 16.      | 2011. június 1.      |
|             | 2                 | 26          | 2010. október 11.    | 2011. május 9.       | 2011. szeptember 15. | 2011. december 8.    |
|             | 3                 | 26          | 2011. július 11.     | 2012. február 13.    | 2012. június 4.      | 2012. június 19.     |
|             | 4                 | 26          | 2012. április 2.     | 2012. október 22.    | 2012. október 19.    | 2013. szeptember 27. |
|             | 5                 | 52          | 2012. november 12.   | 2014. március 17.    | 2013. október 11.    | 2014. október 16.    |
|             | 6                 | 43          | 2014. április 21.    | 2015. június 5.      | 2015. március 9.     | 2015. október 22.    |
|             | 7                 | 26          | 2015. november 2.    | 2016. március 19.    | 2016. március 26.    | 2016. október 25.    |
|             | 8                 | 27          | 2016. március 26.    | 2017. február 2.     | 2016. október 26.    | 2017. április 5.     |
|             | 9                 | 14          | 2017. április 21.    | 2017. július 21.     | 2017. július 22.     | 2018. május 5.       |
|             | 10                | 16          | 2017. szeptember 17. | 2018. szeptember 3.  | 2018. május 12.      | 2018. október 20.    |
|             | Különkiadás       | Különkiadás | 2018. július 20.     | 2018. július 20.     | 2018. augusztus 5.   | 2018. augusztus 5.   |
|             | Távoli világok    | 4           | 2020. június 25.     | 2021. szeptember 2.  | 2020. december 5.    | 2022. január 30.     |
| Rövidfilmek |                   |             |                      |                      |                      |                      |
|             | DVD rövidfilm     | 1           | 2012. július 10.     | 2012. július 10.     | TBA                  | TBA                  |
|             | Graybles Allsorts | 4           | 2015. július 6.      | 2016. március 10.    | 2015. november 1.    | TBA                  |
|             | Béka-szezon       | 5           | 2016. április 2.     | 2016. szeptember 2.  | TBA                  | TBA                  |
|             | Ooo rejtélyei     | 15          | 2015. október 26.    | 2017. október 4.     | 2016. március 21.    | TBA                  |

## Készítés

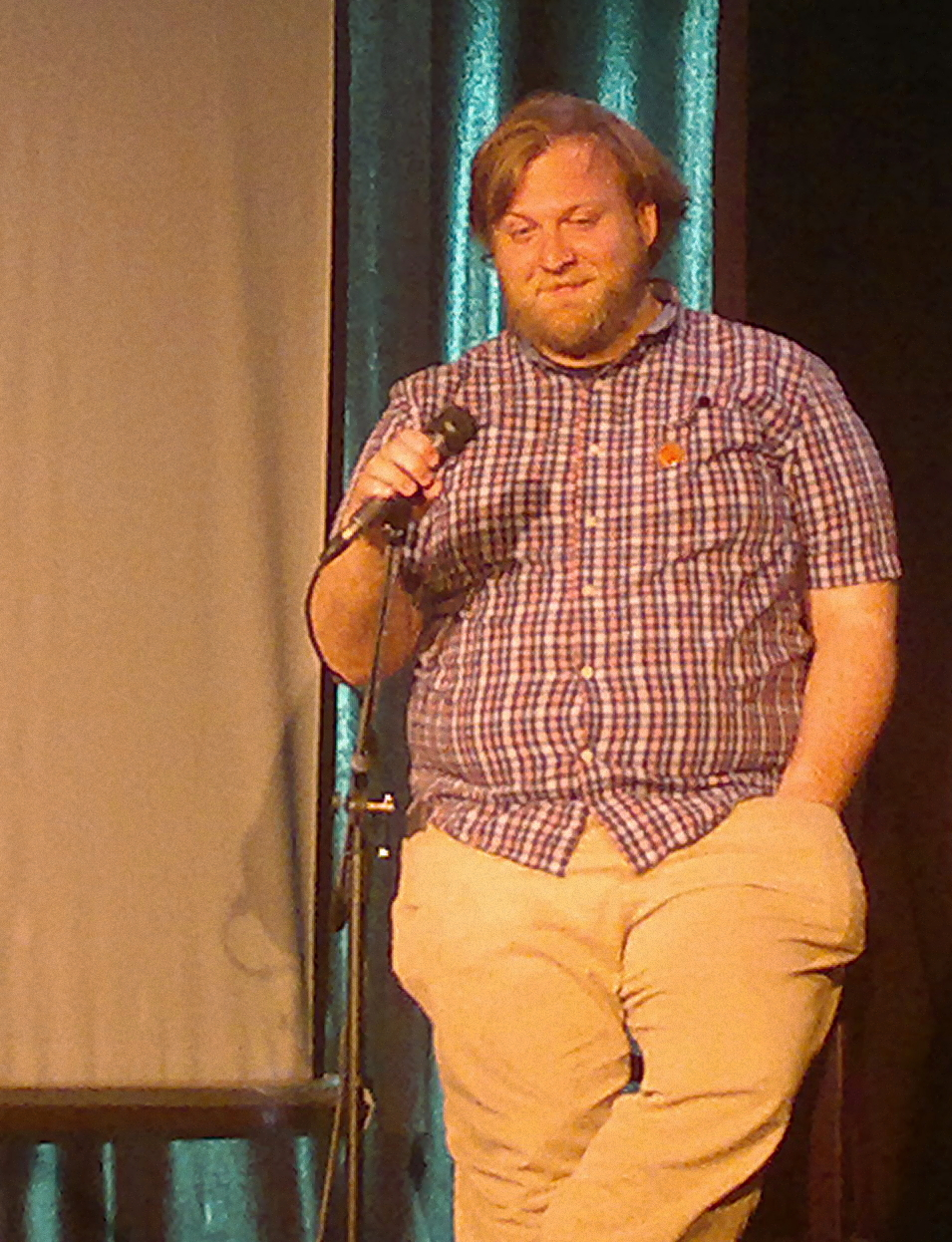
A sorozat alkotója, Pendleton Ward

Pendleton Wardot, a Kalandra fel! alkotóját, a műsor stílusát illetően nagyban befolyásolta a Nyomi szerencsétlen utazásai sorozat. Igyekezett belevinni a szép pillanatok mellett szürreális humort.
Eredetileg csak egy hétperces próbaepizód készült, amely készítését 2006 tavaszán kezdték el. Ezt 2007 januárjában mutatták be, majd a Nicktoons-on újra sugározták a Random Cartoons (Rajzfilmek találomra) című műsorban 2008. december 7-én. A pilot epizód vírusként kezdett terjedni a világhálón. A Frederator Studios felvetette a Nicktoonsnak, hogy ebből egy sorozat is lehetne, amely az adón futna, de a Nicktoons kétszer is nemet mondott. A stúdió ezután a Cartoon Networknél próbálkozott. A Cartoon Network azt mondta, hogy hajlandó pénzt szánni rá, de csak akkor, ha a pilot elemeit felhasználva készül el a sorozat. Így született meg a Kalandra fel!
Ward gyorsan átdolgozta a koncepciót és egy olyan műsort képzelt el, amely teljes mértékben kihasználja a lehetőségeit, nem úgy, mint a pilot rész. A legfontosabb változás az volt, hogy a hátteret megváltoztatták és nagyobb hangsúlyt fektettek arra. Dan „Ghostshrimp” James művészt bízták meg a háttér részletes kidolgozásával. Az ő keze munkája a faház, amely Finn, Jake és Zizgő otthona, Cukorország és a Jégkirályság. A hátteret a Ghostshrimp illusztrátorcég tervezte. Az első rész, amit elkezdtek készíteni, A kézikönyv című volt. A rajzfilmadó 2008 szeptemberében rendelte be az első évadot. Egy epizód elkészítése nyolc-kilenc hónapot vesz igénybe.
Ward azt mondta, hogy eredetileg nem tervezték a sorozatba vinni a Gomba Háború utáni poszt-apokaliptikus elemeket. Persze már az első részekben voltak szétszórt roncsok és tárgyak, de ezek nem keltettek figyelmet. Ward elismerte, hogy az előbb említett elemeket a Mad Max film mintájára helyezték el. A készítők továbbra is folytatták ezt, így megválaszolatlan kérdéseket hagyva a nézőknek. Ward szerint a Gomba Háború történetét érdemes belevinni a történetbe, de mindig csak kis részleteket, így nyitva hagyva a kérdéseket.
A sorozat alkotója egy interjúban ismertette egy rész megszületésének folyamatát: először a készítők elmesélik egymásnak, mit csináltak a múlt héten, de ha nem történt semmi érdekes, akkor csak azt mondják, ami éppen eszükbe jut. Ezt persze sokan hülyeségnek gondolják eleinte, aztán valaki előáll egy jó ötlettel, amivel mégis meg lehet valósítani a sokszor szörnyű elképzelést. Az interjúban az is kiderült, hogy a legfőbb inspirációt a Dungeons & Dragons szerepjáték adta a sorozatnak. Az írók közül sokan rajongnak ezért a játékért. Ward azonban nem tud elég időt szakítani a játékra, mivel nagyon elfoglalt, de korábban a többi íróval játszott együtt és eközben találták ki az új történeteket.
A Kalandra fel!-részek készítése a képes forgatókönyv elkészítésével kezdődik. Miután megvitatták a történetet, az egy két-három oldalas vázlatra kerül, amely a fontosabb elemeket tartalmazza. Eztán a képes forgatókönyvet készítő művészek megkapják a kezdetleges vázlatot, és egy hetet kapnak rá, hogy kitöltsék a részleteket. Majd Ward és a kreatív igazgatók áttekintik a történetet.

### Zene
A pilot főcímdalát megváltoztatták, mert nem tetszett a csatornának. Wardot A Simpson család főcímdala ihlette meg, és egy olyan főcímet szeretett volna készíteni, amely gyorsan végigfut Ooo helyszínein, és szereplőket is láthatunk benne. Ezt végül maga Ward írta meg, és egy ukelével kísérték. A sorozat eredeti zeneszerzője James Basichis. Hozzá csatlakozott később Tim Kiefer is. Jelenleg ők ketten dolgoznak a sorozat zenéin. A sorozat számára készült dalokat a magyar változatban magyarul éneklik.
Sok részben vannak dalok, amelyeket a szereplők énekelnek el, akik gyakran a dalokon keresztül fejezik ki érzelmeiket. Például Marceline a Miért etted meg a krumplimat című vagy Gumó herceg az Ó, Fióna című dalban. A dalok közül sokat Rebecca Sugar szerzett. Például az előbb említett dalt, amelyet Marceline énekel, ő írta és ő is kísérte, közben Ward szájdobolt. Bár Sugar később rettenetesnek nevezte a munkájukat, a Cartoon Network jóváhagyta az epizódot. A Frederator Studios gyakran teszi közzé a Kalandra fel! dalainak teljes változatát.
A sorozat gyakran tesz utalásokat könnyűzenei számokra. Például Johnny Cash A Boy Named Sue című száma szerepelt volna az Útvesztő című epizódban és Gary Portnoy Where Everybody Knows Your Name című dala szerepelt a Simon & Marcy című részben.

## Kritikák
A sorozat tulajdonképpen pozitív kritikákat kapott és kultusszá vált a tizenévesek és a felnőttek körében. A rajongók szerint fantáziadús a története és a világa gazdagon ki van alakítva. A tévés kritikus, Robert Lloyd azt írta a Los Angeles Timesban megjelent cikkében, hogy a Kalandra fel! remek párja a Chowder és a Nyomi szerencsétlen utazásai sorozatoknak.

### Botrány
Az Ereklyék nyomában című részben szerepel egy ellentmondásos jelenet, amely egyesek szerint burkoltan utalásokat tesz egy korábbi párkapcsolatra Marceline és Buborék hercegnő közt. A botrány jórészt azután kezdődött, hogy a Frederator Studios közzétett egy videót, amely a színfalak mögé nyújt bepillantást. Eszerint ez a kapcsolat létezett. Az üggyel Fred Seibert, a sorozat vezető producere is foglalkozott, aki szerint néhány rajongó túl messzire ment a kapcsolatot ábrázoló rajzokkal és a találgatásokkal. Nem sokkal ezután a videót törölték, de az epizódot továbbra is ismétlik a tévében. A Bitch magazin később írt egy cikket az epizódról. Ward később semleges nézőpontból próbálta megközelíteni az ügyet, és azt mondta, nem igazán akarja kommentálni az eseményeket.

## Egyéb média

### Képregények
2011. november 19-én a KaBOOM! Studios bejelentette, hogy tervez készíteni egy Kalandra fel!-képregényt, amit Ryan North képregénykészítő fog írni. A képregény első száma 2012. február 8-án jelent meg, Shelli Paroline és Braden Lamb rajzaival. Egy másik képregénysorozat is készül, amely Láng hercegnőre összpontosít. Ezt Danielle Corsetto írja és Zack Sterling illusztrálja. Az első számot 2013 februárjában adták ki.
Az első képregények sikerein felbuzdulva még többet kezdtek készíteni. 2012 áprilisában bejelentették a Marceline and the Scream Queens című sorozatot, amelyet Meredith Gran ír. Az év júliusában adták ki az első kötetet. Ez Marcelineről és Buborék hercegnőről szól, akik Ooo földjén turnéznak a rockbandájukkal. Egy másik sorozat, az Adventure Time: Fionna and Cake 2012 novemberében jelent meg. Ezt Natasha Allegri írja és a Fióna és Cuki című epizódon alapszik, amelyben a szereplők nemet cserélnek.
2013 áprilisában megjelent a Adventure Time: Playing with Fire című 160 oldalas Képregényalbum, amelyet Danielle Corsetto írt és Zack Sterling rajzolt. A történet Láng hercegnőre összpontosít.

### Videójátékok
A sorozat alapján készült videójátékot Pendleton Ward jelentette be a Twitter-fiókján keresztül. A címe Adventure Time: Hey Ice King! Why'd You Steal Our Garbage?! lett. A játékot a WayForward Technologies fejlesztette ki Nintendo DS-re és Nintendo 3DS-re. Ezt a D3 Publisher adta ki 2012. november 13-án. Egy másik videójáték is készül, a Explore the Dungeon Because I don't know!, amelyet 2013 adtak ki. Mobilalkalmazásokat is készítettek, mint a Super Jumping Finn.

### Más termékek
A Jazwares játékgyártó cég akciófigurákat készít a szereplőkről. Vízbemártás után megnövő figurák is megjelentek, valamint a sorozatbeli tárgyakról készült játékok is, elsőként Finn kardja. A Jazwares ezenkívül gyárt Jake-es és Puffancs hercegnős ölelőpárnákat is, valamint 2012 tavasza óta beszélő játékokat is, szintén e két szereplőről. Mióta a sorozat népszerűsége nő, azóta feliratos pólókat is árusítanak népszerű üzletekben. Pendleton Ward rendezett pólótervezési versenyeket is. A pólók a Cartoon Network Üzletből is megvásárolhatók, de Magyarországon még nem kaphatók.

## Díjak és jelölések
| Év   | Díj                                         | Kategória                                          | Jelölt                                                | Eredmény |
| ---- | ------------------------------------------- | -------------------------------------------------- | ----------------------------------------------------- | -------- |
| 2010 | Primetime Emmy-díj                          | Kiemelkedő animációs rövidfilm                     | A A két legkedvesebb barát c. rész                    | Jelölve  |
| 2011 | Annie-díj                                   | Legjobb animációs produkció gyerekeknek            | Maga a sorozat                                        | Jelölve  |
| 2011 | Primetime Emmy Award                        | Kiemelkedő animációs rövidfilm                     | A Szivárványszarv szülése c. rész                     | Jelölve  |
| 2012 | Annie-díj                                   | Legjobb animációs különkiadás                      | A Köszi c. rész                                       | Jelölve  |
| 2012 | Annie-díj                                   | Legjobb történetíró egy televíziós sorozatban      | Rebecca Sugar                                         | Jelölve  |
| 2012 | Primetime Emmy Award                        | Kiemelkedő animációs rövidfilm                     | Az Időugrás c. rész                                   | Jelölve  |
| 2013 | Annie-díj                                   | Legjobb animációs produkció gyerekeknek            | A Süti hercegnő c. rész                               | Jelölve  |
| 2013 | Annie-díj                                   | Televíziós sorozat legjobb tervezése               | A The Hard Easy c. rész                               | Jelölve  |
| 2013 | Annie-díj                                   | Animációs tévéműsor története                      | A Szivárványszarv és a hercegnő és a Goliad c. részek | Jelölve  |
| 2013 | Sundance Filmfesztivál                      | Animációs rövidfilm                                | A Köszi c. rész                                       | Jelölve  |
| 2013 | Golden Reel Awards                          | Hangeffekt, párbeszéd és animáció egy tévéműsorban | A Kártyacsata c. rész                                 | Elnyerte |
| 2013 | Annecy International Animated Film Festival | Televíziós sorozat                                 | A Süti hercegnő c. rész                               | Jelölve  |
| 2013 | Critics' Choice Television Awards           | Legjobb animációs sorozat                          | Maga a sorozat                                        | Jelölve  |

## Nézettség és fogadtatás Magyarországon
A Kalandra fel! Magyarországon kiváló nézettsége volt. 2011 végén 9 hét mérése alapján a Saolin leszámolással együtt a legnézettebb sorozat volt a Cartoon Networkön. Volt olyan adás, amelyet több mint 103 ezer 4–14 év közötti gyerek nézett.
A Cartoon Network a magyar Facebook-oldalán feltette a kérdést, hogy melyik volt 2012 legjobb sorozata. A Kalandra fel! fölényesen győzött, ezzel legyőzve másik kilenc sorozatot.